# 洛斯塞里托斯 (科羅拉多州)
洛斯塞里托斯（英語：Los Cerritos）是位於美國科羅拉多州科內霍斯縣的一個非建制地區。該地的面積和人口皆未知。

## 地理
洛斯塞里托斯的座標為37°08′54″N 105°54′39″W / 37.14833°N 105.91083°W，而該地的平均海拔高度為2287米（即7503英尺）。